# Dipartimento di Dakoro (Niger)
Il dipartimento di Dakoro è un dipartimento del Niger facente parte della regione di Maradi. Il capoluogo è Dakoro.

## Geografia antropica
Il dipartimento di Dakoro è suddiviso in 14 comuni:

### Comuni urbani
- Dakoro

### Comuni rurali
- Adjekoria
- Azagor
- Bader Goula
- Bermo
- Birni Lalle
- Dan-Goulbi
- Gadabedji
- Korahane
- Kornaka
- Maiyara
- Roumbou I
- Sabon-Machi
- Tagriss